# 梁希若
梁希若（1928年—2014年），女，广东梅县人，中国医学微生物学家、免疫学家，广州医学院教授。曾任中国免疫学会理事。

## 家庭
丈夫杜应秀。